# 오 (춘추)
오나라(吳, 기원전 ? - 기원전 473년)는 지금의 쑤저우(蘇州)에 위치한 나라로 주태왕의 장남 태백이 삼남인 계력에게 왕위를 양보하려고 차남인 중옹과 함께 장강남안으로 가서 건국한 나라로 주나라와는 혈족국가이다. 국성은 희씨이다. 초기의 국호는 구오(句吳)였다가 수몽왕 때에 오(吳)라고 개칭하였으며 이후 부차왕의 손자인 루양에게 천자로부터 오(吳)라는 성을 하사받아 성씨를 오라고 부르게 되었다. 춘추오패 중 하나인 합려왕을 배출했으며, 그의 아들인 부차(夫差) 왕 때 전성기를 맞이하였으나, 이웃 월나라에게 멸망하였다.

## 역사

### 초기
사마천(司馬遷)의 사기 내용 중 오태백세가(史記 吳太伯世家)에 기록이 되어 있다. 주나라의 고공단보(古公亶父, 주태왕(周太王), 주나라 시조)에게 세명의 아들이 있었다. 장남 태백(太伯, 오나라의 시조, 주태왕의 장자)과 차남 중옹(仲雍)은 막내동생 계력(季歷, 주공계(周公季), 주태왕의 삼남, 태백의 셋째 동생)에게 후계자의 자리를 양보하여 장강남안(長江南岸)의 형산(衡山)으로 가서 정착하여 그 땅의 제후가 되었다. 나중에 계력은 형인 태백과 중옹을 중원으로 불러들이려고 했지만 태백과 중옹은 계력의 말을 거절하였고, 온몸에 문신을 새겼다. 당시에 문신을 새기는 것은 이민족의 풍습이니, 스스로 문신을 새긴것은 중원으로 돌아갈 생각이 없다는 것을 보여 준 것이다. 태백과 중옹은 자신의 나라를 세우고 국호를 구오(句吳)라 칭하고, 그 뒤에 태백이 사망하자, 아들이 없어서 그 뒤를 중옹이 이어 받았다.

### 번영기
제19대 군주 수몽이 즉위를 하자 국호를 구오에서 구(句)라는 글자를 빼고 오(吳)나라로 국호를 개칭하고, 왕을 칭하였다. 제24대 군주(오왕으로서는 제6대) 합려의 시대에 가장 강성하였다. 명신, 손무와 오자서를 데리고 당시 초강대국이었던 초나라를 멸망직전까지 몰고 갔다. 신흥의 월나라를 침범하여 합려는 중상을 입고 아들인 부차에게 복수를 맹세하게 하고, 후치우에 묻혀 최후를 마친다.
다시 힘을 키운 부차는 오자서의 보좌를 받아, 월나라를 멸망 직전까지 몰아넣는다. 월왕 구천은 패전의 멍에를 지고, 속국으로 예를 다하여, 당시 최고의 미인인 서시 등의 예물을 바치며 사죄를 한다.

### 멸망
오자서는 후환을 없애야 한다고 적극 주장하지만, 경계심이 풀어진 부차는 그를 외면하고 오히려 오자서를 자살하도록 만든다.
결국 범려의 계략에 말려든 오나라는 기원전 473년 월나라에 의해 멸망하고, 오왕 부차는 자살을 하게 된다.

## 역대 군주
| 대수 | 칭호               | 재위                        | 재위 연수 | 비고                                                  |
| ---- | ------------------ | --------------------------- | --------- | ----------------------------------------------------- |
| 1    | 태백(太伯)         |                             |           | 주나라의 고공단보(古公亶父)인 주 태왕(周太王)의 장자. |
| 2    | 중옹(仲雍)         |                             |           | 오 태백의 동생.,                                      |
| 3    | 계간(季簡)         |                             |           |                                                       |
| 4    | 숙달(叔達)         |                             |           |                                                       |
| 5    | 주장(周章)         |                             |           | 오나라의 제후로 봉함.                                 |
| 6    | 웅수(熊遂)         |                             |           |                                                       |
| 7    | 가상(柯相)         |                             |           |                                                       |
| 8    | 강구이(彊鳩夷)     |                             |           |                                                       |
| 9    | 여교의오(餘橋疑吾) |                             |           |                                                       |
| 10   | 가로(柯盧)         |                             |           |                                                       |
| 11   | 주요(周繇)         |                             |           |                                                       |
| 12   | 굴우(屈羽)         |                             |           |                                                       |
| 13   | 이오(夷吾)         |                             |           |                                                       |
| 14   | 금처(禽處)         |                             |           |                                                       |
| 15   | 전(轉)             |                             |           |                                                       |
| 16   | 파고(頗高)         |                             |           |                                                       |
| 17   | 구비(句卑)         | 기원전 671년 ~ 기원전 622년 | 50년      |                                                       |
| 18   | 거제(去齊)         | 기원전 621년 ~ 기원전 586년 | 36년      |                                                       |
| 19   | 수몽(壽夢)         | 기원전 585년 ~ 기원전 561년 | 25년      | 칭왕을 시작함.                                        |
| 20   | 제번(諸樊)         | 기원전 560년 ~ 기원전 548년 | 13년      |                                                       |
| 21   | 여제(餘祭)         | 기원전 547년 ~ 기원전 544년 | 4년       |                                                       |
| 22   | 여매(餘昧)         | 기원전 543년 ~ 기원전 527년 | 17년      |                                                       |
| 23   | 요(僚)             | 기원전 526년 ~ 기원전 515년 | 12년      |                                                       |
| 24   | 합려(闔閭)         | 기원전 514년 ~ 기원전 496년 | 19년      |                                                       |
| 25   | 부차(夫差)         | 기원전 495년 ~ 기원전 473년 | 23년      |                                                       |

## 같이 보기
오나라와 월나라의 다툼은 많은 고사와 유적지를 만들어 내었다.
- 오월동주(吳越同舟)
- 와신상담(臥薪嘗膽)
- 침어 (서시)(沉魚 - 西施)